# Palóczi Antal-díj
A Palóczi Antal-díj 2005 és 2014 közötti, már megszűnt elismerés volt, mely a településrendezés területén működő szakemberek eredményeinek díjazására volt adományozható. A díjat elő ízben 2006-ban, utoljára 2013-ban adták át.

## Története
A díjat 2005-ben hozta létre a Önkormányzati és Területfejlesztési Minisztérium Kolber István regionális fejlesztésért és felzárkóztatásért felelős tárca nélküli miniszter javaslatára, s első ízben 2006-ban az Építészeti világnapon - október első hétfőjén - adták át két jelöltnek. A díj névadója, Palóczi Antal még építészkörökben is kevésbé ismert, a választás ezért is esett rá, mert a településrendezés, építésszabályozás sokrétű tevékenysége is elvész az építészet történetében, vagyis a díjjal egyszerre egy feledésbe merült építészre, másrészt az építészet egyik kevésbé ismert szakágára kívánták ráirányítani a figyelmet. A díjat - más építészeti elismerések adhatóságával egyetemben - 2014-ben szüntették meg Pintér Sándor belügyminisztersége idején (abban az évben már nem adták át, noha jelöléseket még bekértek).

## Odaítélése, átadása
A díjat minden évben október első hétfőjén - vagy ahhoz közeli napon - az Építészeti világnaphoz igazodva adták át. Javaslatot bárki tehetett, az akkor még az Országos Lakás-és Építésügyi Hivatalon belül működő Építészeti és Építésügyi Díjak Bizottságához beterjesztett javaslatban. A bizottság döntött a díjazottakról, akiknek a névsorát a miniszter hirdette meg a Magyar Közlönyben. Magát a díjat az illetékes minisztérium valamelyik tisztviselője adta át.
A díjat azok a településrendezéssel foglalkozó építészek kaphatták, akik legalább tíz éven át végzett kimagasló – tervezői, oktatói, kutatói, főépítészi – tevékenységet folytattak. A díjban külföldön élő magyar állampolgár, illetve magyar nemzetiségű, nem magyar állampolgár is részesíthető volt. 2011-ig évente legfeljebb két, 2012-től három személy kaphatta meg, és bár a rendelet nem zárta ki, hogy egy személy két ízben is díjazott legyen, erre a díj rövid történetében végül nem került sor.
A díjat végül - számos más építészeti díjjal együtt - 2014-ben szüntette meg a Belügyminisztérium, ahova a minisztériumok átalakítását követően a szakterület átkerült.

## Díjazottak
- Berényi Mária, az URBANITAS Tervező és Tanácsadó Kft. ügyvezetője, vezető tervező, igazságügyi szakértő (2013)[6]
- Hanczár Zsoltné, a KÉSZ Tervező Kft. ügyvezetője, vezető tervező (2013)[6]
- Horváth Magdolna a Pécsi Építész Kör Kft. ügyvezetője, vezető tervező (2013)[6]
- Körmendy János, a Fertő-táj Világörökség Tervtanács vezető főépítésze (2012)[7]
- Szenczi Ottó településfejlesztő, várostervező és építész, posztumusz (2012)[7]
- Ihrig Dénes egyetemi docens, főiskolai oktatásszervező (2011)[8]
- Liszkay Krisztina a városmegújítás újszerű szabályozási módszereinek kimunkálásában vállalt szerepéért (2011)[8]
- Körmendy Imre a Budapesti Corvinus Egyetem Tájépítészeti Kar Településépítészeti Tanszéke tudományos munkatársa (2010)[9]
- dr. Nagy Béla, a MŰ-Hely Tervező és Tanácsadó Zrt. vezérigazgatója (2010)[9]
- Gömöry János – Pécs ny. főépítésze (2009)
- Lázár Tibor – vezető terület- és településtervező (2009)
- Rosivall Ágnes metodikai elemek továbbfejlesztője, az előírások észszerű betartója, érdekegyeztetések kezdeményezője (2008)[10]
- Schwarczuk Ágnes a településrendezési szakterület agilis képviselője, szakmai szervezetek jelentős szerepvállalója (2008)[10]
- Berczik András építő- és közlekedésmérnökként (2007)
- Kiss Lajos építészmérnök, vezető építésztervező, településtervező, területi tervező, Szeged ny. főépítésze (2007)
- Kismarty-Lechner Gyula építészmérnök, a településtervezés területén tervezőként, oktatóként, területi főépítészként kifejtett munkásságáért (2006)[11]
- Körner Zsuzsa építészmérnök oktatói és a magyar építészeti-városrendezési értékek felkutatásában és publikálásában elért eredményeiért (2006)[11]